# Kilkenny, Minnesota
Kilkenny är en ort i Le Sueur County i delstaten Minnesota, USA.